# Evgeni Ignatov
Evgeni Ignatov (Bulgaria, 25 de junio de 1959) es un atleta búlgaro retirado especializado en la prueba de 3000 m, en la que consiguió ser subcampeón europeo en pista cubierta en 1981.

## Carrera deportiva
En el Campeonato Europeo de Atletismo en Pista Cubierta de 1981 ganó la medalla de plata en los 3000 metros, llegando a meta tras el francés Alex Gonzalez  y por delante del soviético Valeriy Abramov.